# Tenis stołowy dźwiękowy
Tenis stołowy dźwiękowy – gra stworzona z myślą o osobach niewidomych. Jej twórcą jest wieloletni pedagog, nauczyciel wychowania fizycznego i rehabilitant Specjalnego Ośrodka Szkolno-Wychowawczego dla Dzieci Niewidomych w Owińskach, Leszek Szmaj.

## Sprzęt
Zawody w tenisa stołowego dźwiękowego należy przeprowadzać w pomieszczeniach zamkniętych najlepiej w salach gimnastycznych, halach sportowych oddalonych od zewnętrznych źródeł hałasu typu: ruch uliczny, lotniska, autostrady, głośne obiekty przemysłowe.
Do gry potrzebny jest stół do tenisa stołowego (bez siatki) z zaznaczonymi punktami orientacyjnymi wyznaczającymi środki krótszych boków stołu (na krawędzi stołu znak wypukły o: szerokości 5 mm, długości 10 mm, wysokości 0,3 mm) piłeczka do tenisa stołowego, dwa płotki lekkoatletyczne ustawione w odległości 15 cm przed krótszymi bokami stołu (górna krawędź płotka powinna być równa wysokości powierzchni stołu), dwie pary gogli z zaciemnionymi okularami.
Aktualnie trwają prace nad projektem nowego stołu do gry, z wykorzystaniem urządzeń elektronicznych, co przyczyni się do uatrakcyjnienia gry i ułatwienia sędziowania.

## Zasady gry
W tenisie stołowym dźwiękowym rozgrywa się zawody indywidualne, deblowe i drużynowe.

### Zawody indywidualne
W zawodach indywidualnych gra się do 5 lub do 15 punktów.
Gra ta polega na podawaniu piłeczki za pomocą rąk, w taki sposób, aby ta odbiła się minimum dwukrotnie na polu podającego i nie została złapana przez przeciwnika.
Zawodnik rzuca piłeczkę w taki sposób, aby odbiła się ona najpierw na polu podającego (minimum dwukrotnie), a następnie odbijała się na polu przeciwnika. Prawidłowa obrona to taka, gdy zawodnik łapiący piłkę nie dotknie łokciami powierzchni stołu i nie pomoże sobie w czasie łapania tułowiem, klatką piersiową, głową, nogami.

### Zawody deblowe,mikst
W zawodach deblowych i w mikście uczestniczą dwa zespoły, po dwóch zawodników w każdym. Gra się do 5 lub do 15 punktów.
W mikście rywalizują dwuosobowe zespoły, złożone z kobiety i mężczyzny.

### Zawody drużynowe
3-osobowe drużyny grają systemem sztafetowym, tzn.: kolejna para grających przejmuje wyniki pary poprzedniej. Kolejne pojedynki następują co 5 punktów, do uzyskania przez jeden z zespołów 45 punktów.

### Zasady punktacji
Punkt zostaje przyznany, gdy:
- zawodnik nie wykona prawidłowego podania lub obrony
- piłeczka po podaniu przez przeciwnika nie dotknie pola zawodnika odbierającego
- przeciwnik poruszy powierzchnię gry
- wolna ręka w czasie podania dotknie powierzchni gry
- zawodnik podający w czasie podania zakłóci ciszę
- zawodnik nie wykona prawidłowego podania po komendzie sędziego w ciągu 10 sekund
- zawodnik poda piłkę toczoną (piłka przestaje odbijać się na polu odbierającego)